# More (cântec)
„More” este un cântec al interpretului american Usher. El a fost compus de RedOne și inclus pe pe cel de-al șaselea material discografic de studio al solistului, Raymond v. Raymond, fiind lansat drept cel de-al treilea — și ultimul — disc promoțional al albumului în luna martie a anului 2010.
Înregistrarea a fost inclusă în programul Body By Milk Got Noise?, lucru ce a favorizat filmarea a două videoclipuri, materiale ce au fost regizate de regizori aspiranți. Cântecul a fost folosit și pentru a promova spectacolul 2010 NBA All-Star Game și pentru acesta fiind realizat un scurtmetraj. „More” a fost interpretat live în cadrul evenimentului, pe data de 14 februarie 2010, alături de șlagărul „Yeah!”, pe aceeași scenă fiind prezente și solistele Alicia Keys și Shakira. Piesa reprezintă o schimbare a stilului muzical abordat de artist, încorporând elemente specifice muzicii electronice. Cântecul s-a bucurat de recenzii pozitive din partea criticii de specialitate, J. Matthew Cobb de la Soul Tracks considerând „More” „un pas important” în evoluția interpretului.
Compoziția a intrat în ierarhiile americane la scurt timp de la lansarea sa pe suport digital, ocupând locul șaptezeci și șase în Billboard Hot 100 și trepta cu numărul treizeci și opt în lista celor mai bine vândute descărcări digitale. De asemenea, odată cu promovarea albumului de proveniență în Regatul Unit, „More” a debutat pe locul optzeci și șapte în UK Singles Chart, activând totodată și în UK R&B Chart.

## Informații generale
Cântecul a fost compus de producătorul suedez RedOne, cunoscut preponderent datorită colaborării cu Lady GaGa, alături de aceasta realizând șlagăre precum „Bad Romance”, „Just Dance”, „LoveGame” sau „Poker Face”. Înregistrarea a fost doar una dintre piesele la care au conlucrat Usher și RedOne, altă compoziție notabilă a celor doi fiind și „Rockband”, care spre deosebire de „More” nu s-a regăsit pe lista pieselor incluse pe albumul Raymond v. Raymond. „More” nu se regăsește decât pe varianta digitală a materialului discografic, sub titulatura de înregistrare bonus, compact discurile distribuite de magazinele de specialitate neprezentând această piesă.
Compoziția a fost lansată ca cel de-al treilea — și ultimul — single promoțional al materialului, urmându-le înregistrărilor „Papers” și „There Goes My Baby”. Piesa a fost lansată în format digital pe data de 16 martie 2010 în Statele Unite ale Americii.

## Structura muzicală și recenzii
„More” este un cântec rhythm and blues, prezentând influențe de muzică electronică scris într-o tonalitate minoră. În compoziție se face uz de armonii vocale, ritmul melodiei vocale fiind construită cu ajutorul unui număr scăzut de sincope. În cântec se folosește doar câte un acord pe spații mari, frazarea melodică a vocii fiind una complicată. Ansamblul de versuri ale înregistrării se compune din două strofe, un ante-refren și un refren, ultimele două fiind repetate de-a lungul piesei.
Întrucât „More” nu a fost inclus pe ediția standard a albumului Raymond V Raymond și fiind distribuit doar prin intermediul iTunes, cântecul a fost ocolit de recenzorii materialului discografic. Editorii website-ului New Music Reviews au apreciat într-un mod favorabil compoziția, oferindu-i nouă puncte dintr-un total de zece. De asemenea, în prezentarea discului de proveniență, J. Matthew Cobb de la Soul Tracks a fost de părere că „singurul pas în față important al lui Usher în stilul său pop aflat în continuă evoluție este [...] «More»; a cărui ferocitate dance-pop poate fi considerată o senzație de crossover. Este bine să-l avem pe vechiul (dar mai tânărul) Usher înapoi”.

## Promovare
Întrucât înregistrarea a fost utilizată pentru a promova spectacolul 2010 NBA All-Star Game, desfășurat pe data de 14 februarie 2010, un scurt videoclip având drept temă centrală jocul baschet a fost filmat. În cadrul scurtmetrajului, sunt prezentate în paralel imagini din timpul unui astfel de eveniment, cât și segmente scurte în care artistul este surprins în timp ce realizează o serie de coregrafii și acrobații. Artistul a fost prezent și la ceremonia desfășurată în februarie, unde a interpretat piesa în timpul unui recital live, alături de șlagărul său din anul 2004, „Yeah!”. Pe aceeași scenă au urcat alături de Usher și solistele Alicia Keys și Shakira, care au interpretat cântece cunoscute din repertoriul lor, Keys prezentând „Try Sleeping with a Broken Heart”, „Empire State of Mind” și „No One”, Shakira interpretând „She Wolf” și „Give It Up to Me”.
De asemenea, compoziția a fost inclusă în programul Body By Milk Got Noise?, lucru ce a condus la filmarea unor videoclipuri adiționale. Cele două materiale rezultate au fost reaalizate de o serie de tineri aspiranți la calitatea de regizor, aceștia coordonând aspecte legate de producție sau de concept.

## Ordinea pieselor pe disc
| \| Nr. \| Titlul \| Durată \| \| -------------------------------------------- \| ---------- \| ------ \| \| Descărcare digitală distribuită în S.U.A.[1] \| \| \| \| 01. \| „More” [A] \| 3:49 \| | Specificații - A ^ Versiunea de pe albumul de proveniență, Raymond v. Raymond. |        |
| Nr. | Titlul                                                                         | Durată |
| Descărcare digitală distribuită în S.U.A. |                                                                                |        |
| 01. | „More” [A]                                                                     | 3:49   |

## Prezența în clasamente
La scurt timp de la lansarea sa descărcărilor digitale, „More” a intrat într-o serie de clasamente americane, compilate de Billboard. Înregistrarea a debutat pe locul treizeci și opt în ierarhia Billboard Hot Digital Songs, lucru ce a favorizat ascensiunea sa și în principala listă a publicației, Billboard Hot 100, unde a intrat pe treapta cu numărul șaptezeci și șase. Datorită deficitului de vânzări consemnat în săptămâna următoare, „More” a părăsit ambele clasamente. Astfel, cântecul a staționat în Billboard Hot 100 timp de doar șapte zile, un interval de timp considerabil mai scurt decât toate celelalte discuri lansate de pe albumul Raymond v. Raymond.
De asemenea, odată cu promovarea materialului de proveniență în Regatul Unit, înregistrea a devenit populară în mediul online, intrând în primele o sută de trepte ale ierarhiilor compilate de magazinul virtual iTunes. Grație acestui lucru, „More” a debutat pe locul optzeci și nouă în UK Singles Chart și pe poziția a douăzeci și șaptea în UK R&B Chart, în timp ce „OMG”  se afla încă în fruntea ierarhiei.

## Clasamente
| Țară (clasament)                | Poziția maximă | Referință |
| ------------------------------- | -------------- | --------- |
| Regatul Unit (UK Singles Chart) | 89             | [ 12 ]    |
| Regatul Unit (UK R&B Chart)     | 27             | [ 13 ]    |

| Țară (clasament)                     | Poziția maximă | Referință |
| ------------------------------------ | -------------- | --------- |
| S.U.A. (Billboard Hot 100)           | 76             | [ 10 ]    |
| S.U.A. (Billboard Hot Digital Songs) | 38             | [ 11 ]    |

## Versiuni oficiale
- „More” (versiunea de pe albumul de proveniență, Raymond v. Raymond)
- „More” (negativ)

## Personal
- Sursă:[29]
- Voce: Usher
- Producător: RedOne
- Textier: Prince Charlez

## Datele lansărilor
| Țara   | Data lansării   | Casă de discuri | Format              | Referințe |
| ------ | --------------- | --------------- | ------------------- | --------- |
| S.U.A. | 16 martie, 2010 | LaFace Records  | descărcare digitală | [ 1 ]     |